# Holothuria (Lessonothuria)
Sous-genre
Holothuria (Lessonothuria) est un sous-genre de concombres de mer de la famille des Holothuriidae. 

## Description et caractéristiques
Ce sont des holothuries tropicales, présentes dans les océans Indien et Pacifique. La plupart des espèces sont petites, cylindriques mais avec un trivium aplati. Elles n'ont généralement pas de tubes de Cuvier.
Elles sont équipées de 17 à 30 tentacules buccaux assez longs protégés par un anneau de longues papilles légèrement dures, et hérissées de fines papilles et de podia répartis de manière irrégulière sur tout le corps, mais formant un collier autour de la base des tentacules.

## Liste des espèces
Historiquement, ce groupe fut proposé par Elisabeth Deichmann (d) en tant que genre à part entière, mais les données scientifiques récentes l'ont placé au rang de sous-genre du vaste genre Holothuria. 
Selon World Register of Marine Species (24 octobre 2016) :
- Holothuria cavans Massin & Tomascik, 1996 -- Indonésie
- Holothuria coronata Yáñez Villanueva, Solís-Marín & Laguarda-Figueras, 2022 -- Pacifique est
- Holothuria cumulus Clark, 1921 -- Mozambique et Australie
- Holothuria duoturricula Cherbonnier, 1988 -- Madagascar
- Holothuria glandifera Cherbonnier, 1955 -- Pacifique
- Holothuria immobilis Semper, 1868 -- Philippines
- Holothuria insignis Ludwig, 1875 -- Océan Indien occidental et Mer Rouge
- Holothuria lineata Ludwig, 1875 -- Océan Indien et région australienne
- Holothuria multipilula Liao, 1975 -- Mer de Chine
- Holothuria pardalis Selenka, 1867 -- Indo-Pacifique tropical (espèce-type)
- Holothuria tuberculata Thandar, 2007 -- Côte est africaine
- Holothuria verrucosa Selenka, 1867  -- Indo-Pacifique tropical

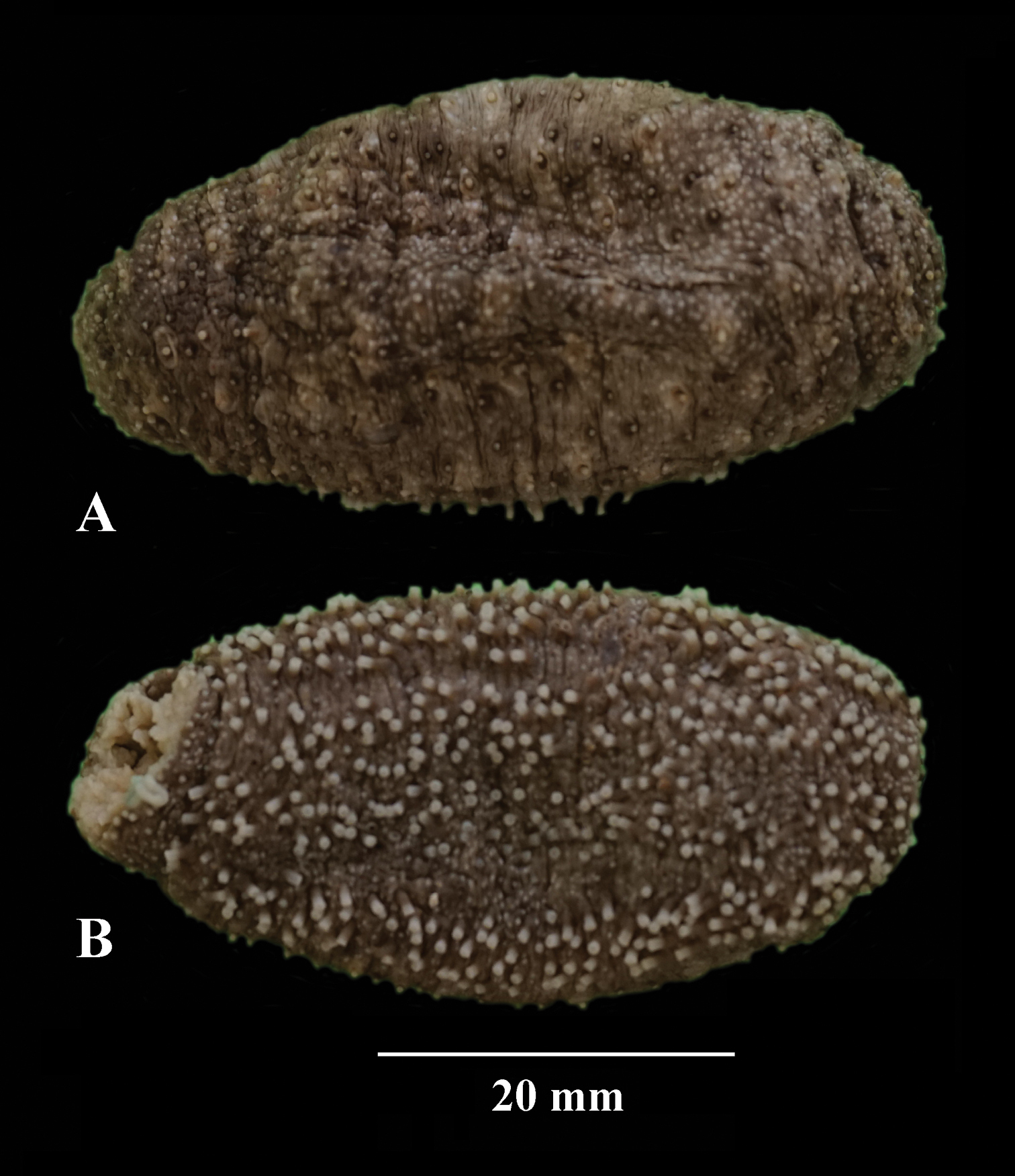
Holothuria coronata
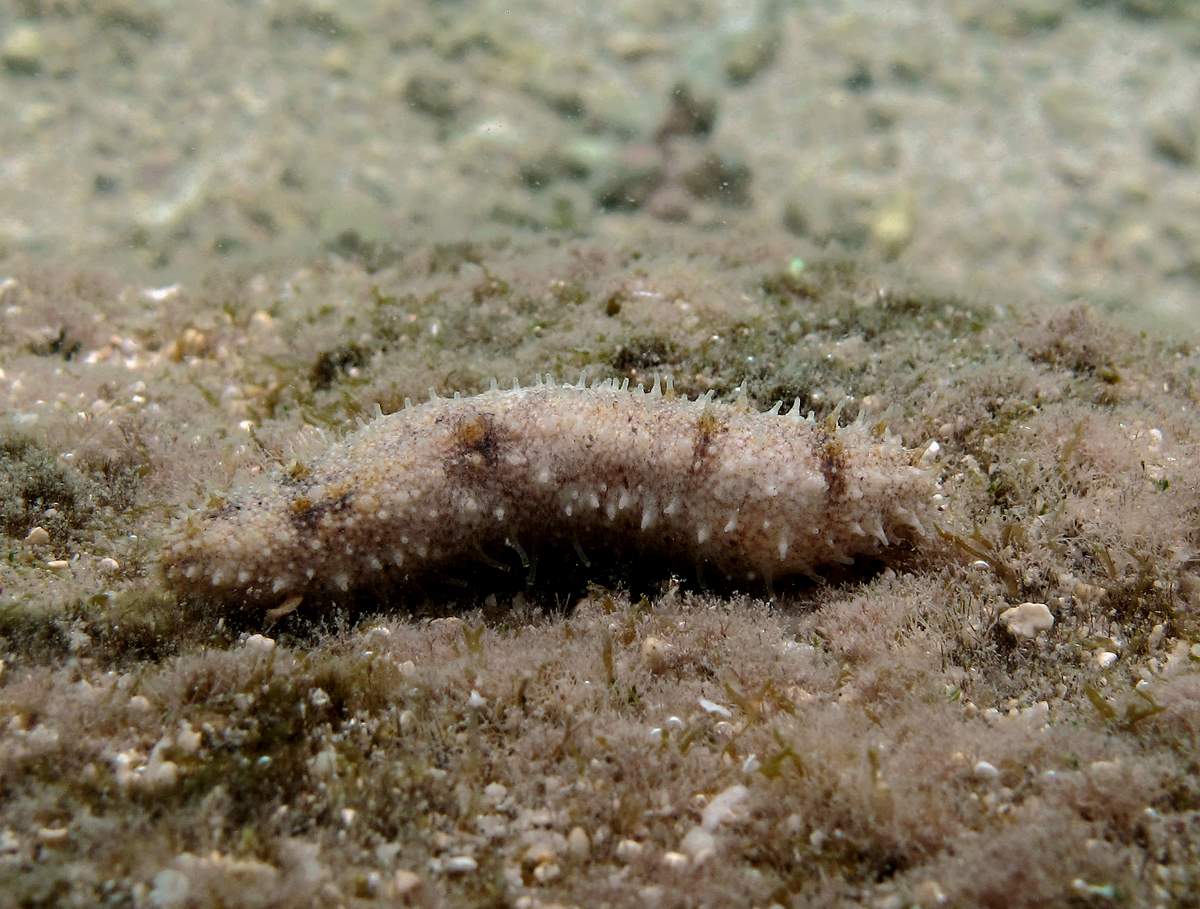
Holothuria lineata.
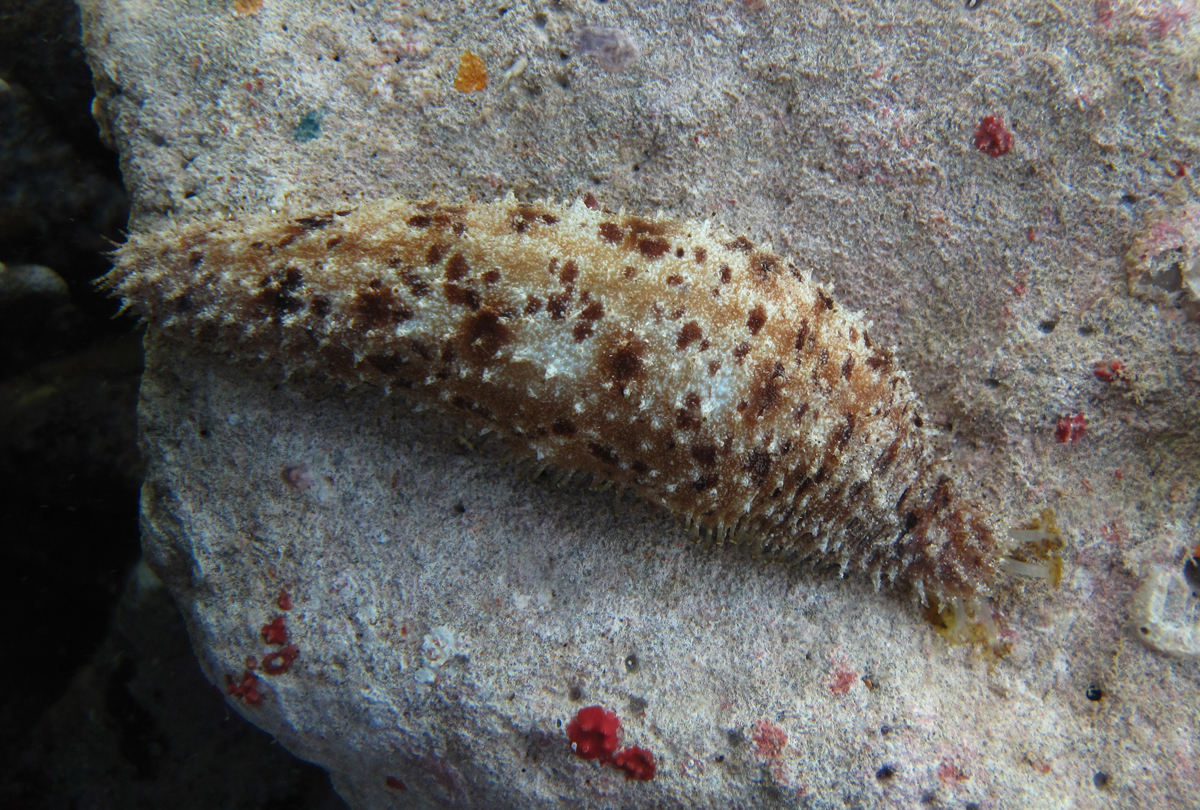
Holothuria pardalis.
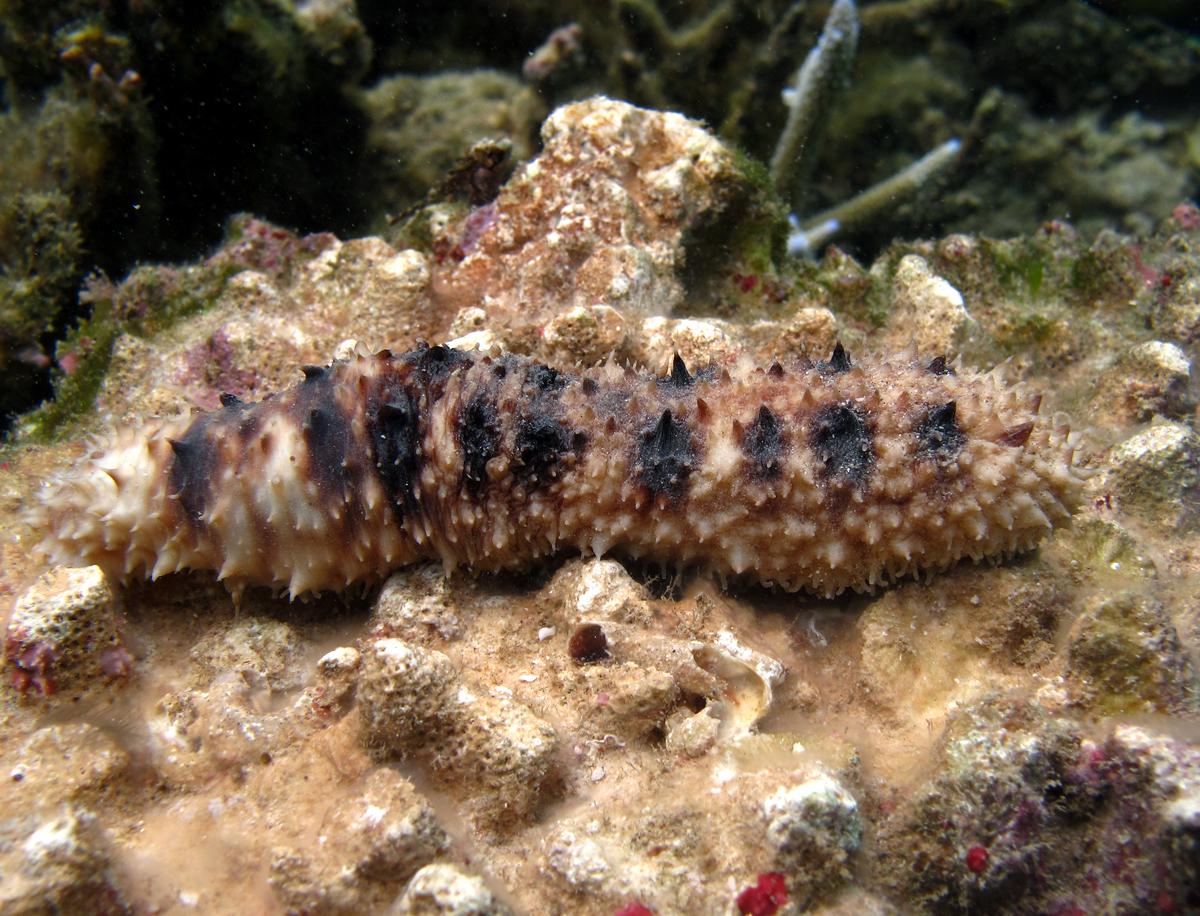
Holothuria verrucosa.

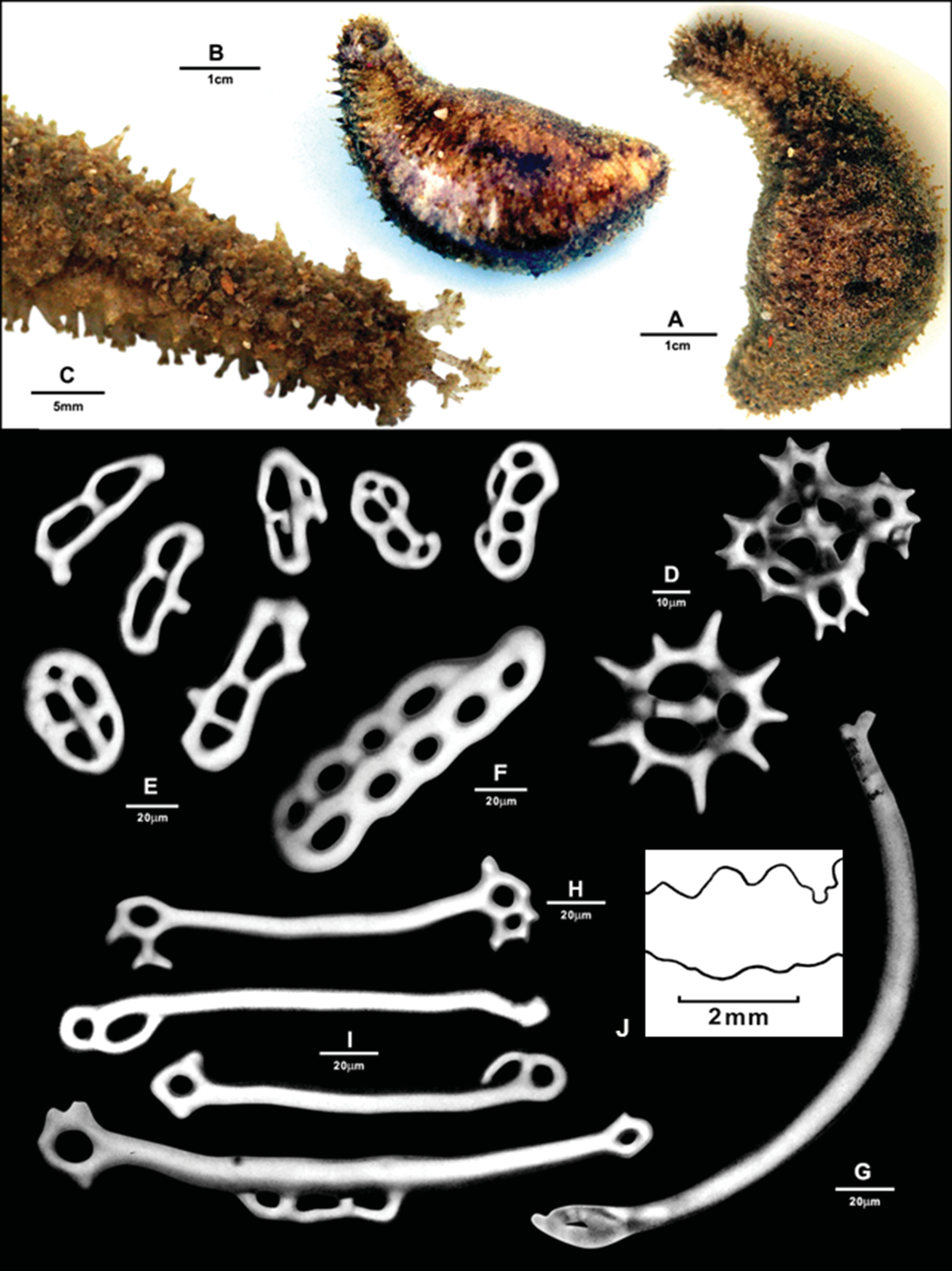
Holothuria insignis.
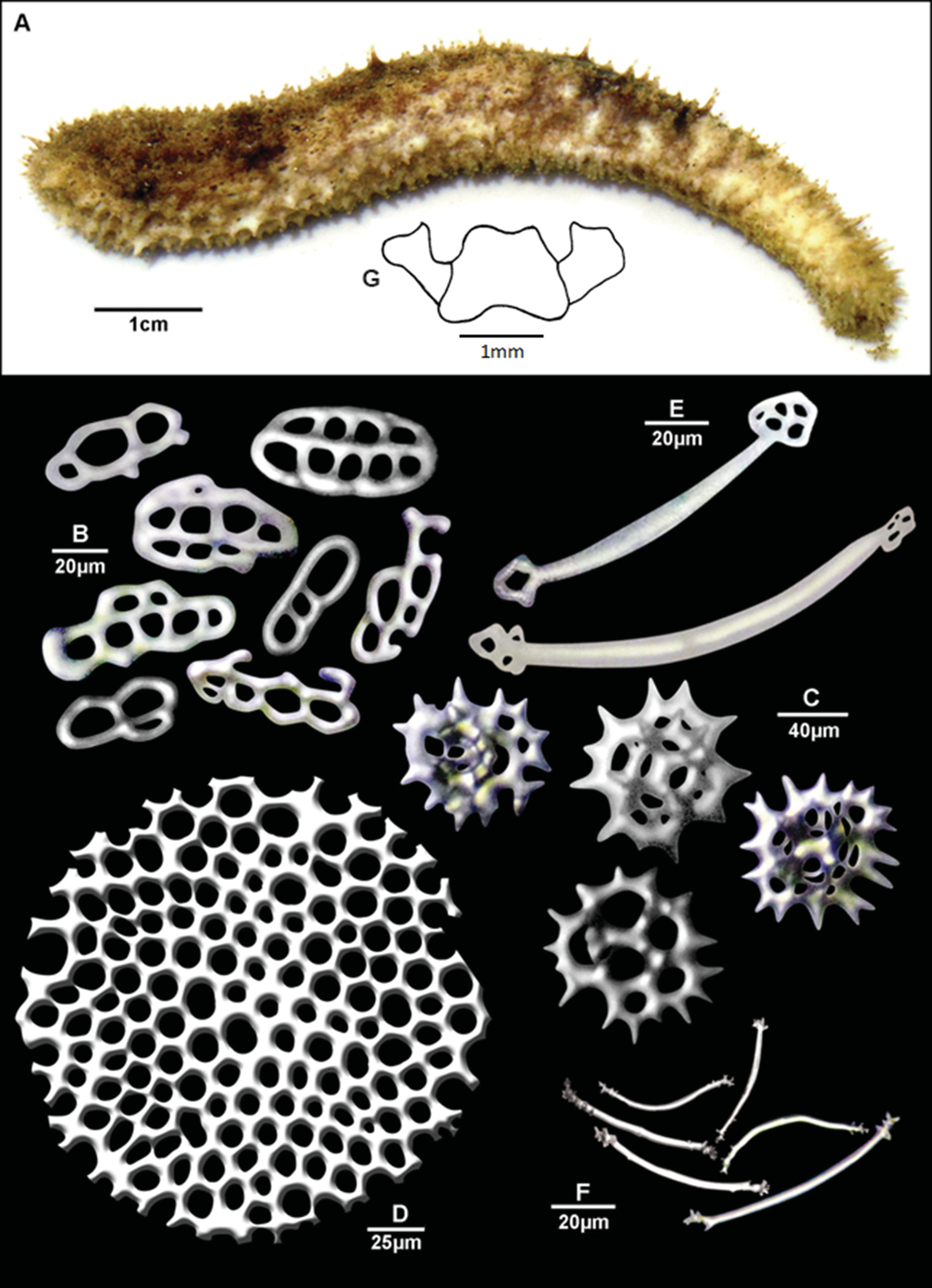
Holothuria pardalis.
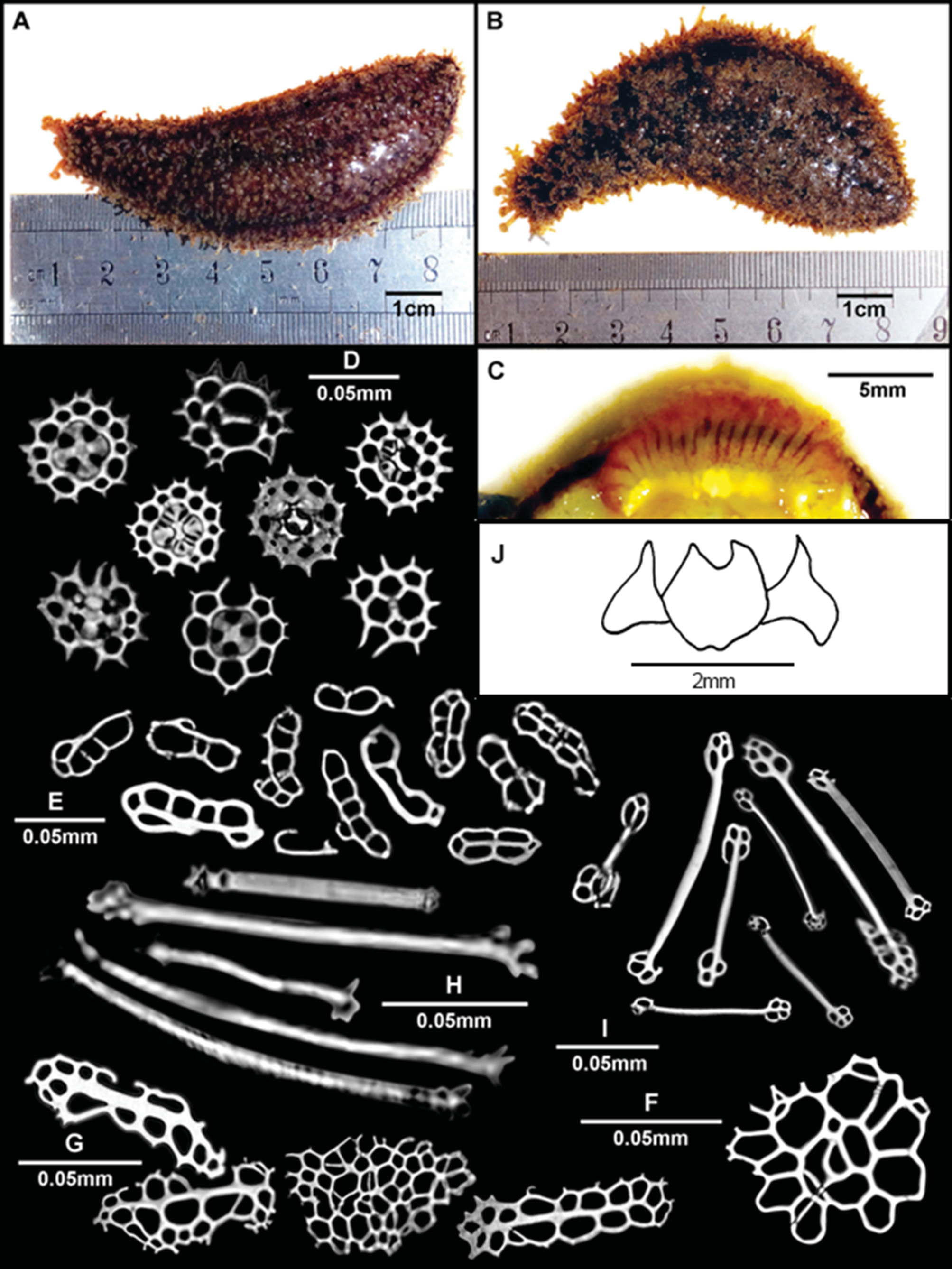
Holothuria lineata.